# Canton de Bayonne-3
Le canton de Bayonne-3 est une circonscription électorale française du département des Pyrénées-Atlantiques.

## Histoire
Un nouveau découpage territorial des Pyrénées-Atlantiques entre en vigueur à l'occasion des élections départementales de 2015. Il est défini par le décret du 25 février 2014, en application des lois du 17 mai 2013 (loi organique 2013-402 et loi 2013-403). Les conseillers départementaux sont, à compter de ces élections, élus au scrutin majoritaire binominal mixte. Les électeurs de chaque canton élisent au Conseil départemental, nouvelle appellation du Conseil général, deux membres de sexe différent, qui se présentent en binôme de candidats. Les conseillers départementaux sont élus pour 6 ans au scrutin binominal majoritaire à deux tours, l'accès au second tour nécessitant 12,5 % des inscrits au 1er tour. En outre la totalité des conseillers départementaux est renouvelée. Ce nouveau mode de scrutin nécessite un redécoupage des cantons dont le nombre est divisé par deux avec arrondi à l'unité impaire supérieure si ce nombre n'est pas entier impair, assorti de conditions de seuils minimaux. Dans les Pyrénées-Atlantiques, le nombre de cantons passe ainsi de 52 à 27.
Le canton de Bayonne-3 est formé de communes d'une fraction de la commune de Bayonne. Il est entièrement inclus dans l'arrondissement de Bayonne. Le bureau centralisateur est situé à Bayonne.

## Représentation
| Période élective | Période élective | Mandat | Mandat   | Identité               | Nuance | Nuance | Qualité |
| ---------------- | ---------------- | ------ | -------- | ---------------------- | ------ | ------ | --- |
| 2015             | 2021             | 2015   | 2021     | Marie-Christine Aragon |        | DVG    | Conseillère en création et développement d'entreprises Conseillère municipale de Bayonne Ancienne conseillère générale du Canton de Bayonne-Est (2011-2015) |
| 2015             | 2021             | 2015   | 2021     | Henri Etcheto          |        | PS     | Professeur d'histoire Conseiller municipal de Bayonne Ancien conseiller général du Canton de Bayonne-Ouest (2011-2015)                                      |
| 2021             | 2028             | 2021   | en cours | Olivier Alleman        |        | LREM   | Conseiller municipal et communautaire de Bayonne |
| 2021             | 2028             | 2021   | en cours | Christine Lauqué       |        | LR     | Adjointe au maire de Bayonne, Vice-Présidente du conseil départemental                                                                                      |

### Résultats détaillés

#### Élections de mars 2015
À l'issue du 1er tour des élections départementales de 2015, deux binômes sont en ballottage : Christine Lauque et Yves Ugalde (Union de la Droite, 32,83 %) et Marie-Christine Aragon et Henri Etcheto (PS, 32,24 %). Le taux de participation est de 46,64 % (7 173 votants sur 15 379 inscrits) contre 52,8 % au niveau départemental et 50,17 % au niveau national.
Au second tour, Marie-Christine Aragon et Henri Etcheto (PS) sont élus avec 52,52 % des suffrages exprimés et un taux de participation de 47,02 % (3 507 voix pour 7 231 votants et 15 377 inscrits).
Marie-Christine Aragon a quitté le Parti socialiste.

#### Élections de juin 2021
Le premier tour des élections départementales de 2021 est marqué par un très faible taux de participation (33,26 % au niveau national). Dans le canton de Bayonne-3, ce taux de participation est de 34,6 % (5 669 votants sur 16 383 inscrits) contre 38,82 % au niveau départemental. À l'issue de ce premier tour, deux binômes sont en ballottage : Olivier Alleman et Christine Lauqué (Union au centre et à droite, 31,19 %) et Florence Dupreuilh et Henri Etcheto (Union à gauche, 26,35 %).
Le second tour des élections est marqué une nouvelle fois par une abstention massive équivalente au premier tour. Les taux de participation sont de 34,36 % au niveau national, 40,13 % dans le département et 35,84 % dans le canton de Bayonne-3. Olivier Alleman et Christine Lauqué (Union au centre et à droite) sont élus avec 50,27 % des suffrages exprimés (2 656 voix pour 5 871 votants et 16 382 inscrits),,.

## Composition
| Nom                             | Code Insee | Intercommunalité  | Superficie (km2) | Population (dernière pop. légale)                | Densité (hab./km2) | Modifier                                    |
| ------------------------------- | ---------- | ----------------- | ---------------- | ------------------------------------------------ | ------------------ | ------------------------------------------- |
| Bayonne (bureau centralisateur) | 64102      | CA du Pays Basque | 21,68            | Fraction : 26 797 (2022) Commune : 53 312 (2022) | 2 459              | modifier les données · modifier les données |
| Canton de Bayonne-3             | 6406       |                   |                  | 26 797 (2022)                                    |                    | modifier les données                        |

Le canton de Bayonne-3 comprend la partie de la commune de Bayonne non incluse dans les cantons de Bayonne-1 et de Bayonne-2.

## Démographie
En 2022, le canton comptait 26 797 habitants, en évolution de +4,37 % par rapport à 2016 (Pyrénées-Atlantiques : +3,78 %, France hors Mayotte : +2,11 %).
| 2013   | 2018   | 2022   |
| ------ | ------ | ------ |
| 24 884 | 26 267 | 26 797 |